# 格蘭奇穆省
格蘭奇穆省（西班牙語：Provincia de Gran Chimú），是秘魯的省份，位於該國西北部拉利伯塔德大區，首府是卡斯卡斯，始建於1994年12月6日，面積1,284平方公里，2005年人口30,526，人口密度每平方公里24人。
7°28′48″S 78°49′12″W / 7.48000°S 78.82000°W